# NGC 5677
NGC 5677 في الفهرس العام الجديد، هي مجرة، تقع في كوكبة العواء. اكتشفت في 17 فبراير 1785 بواسطة ويليام هيرشل.

## روابط خارجية
- NGC 5677 على موقع ويكي سكاي: DSS2, SDSS, GALEX, IRAS, Hydrogen α, X-Ray, Astrophoto, Sky Map, Articles and images